# Knielen op een bed violen (film)

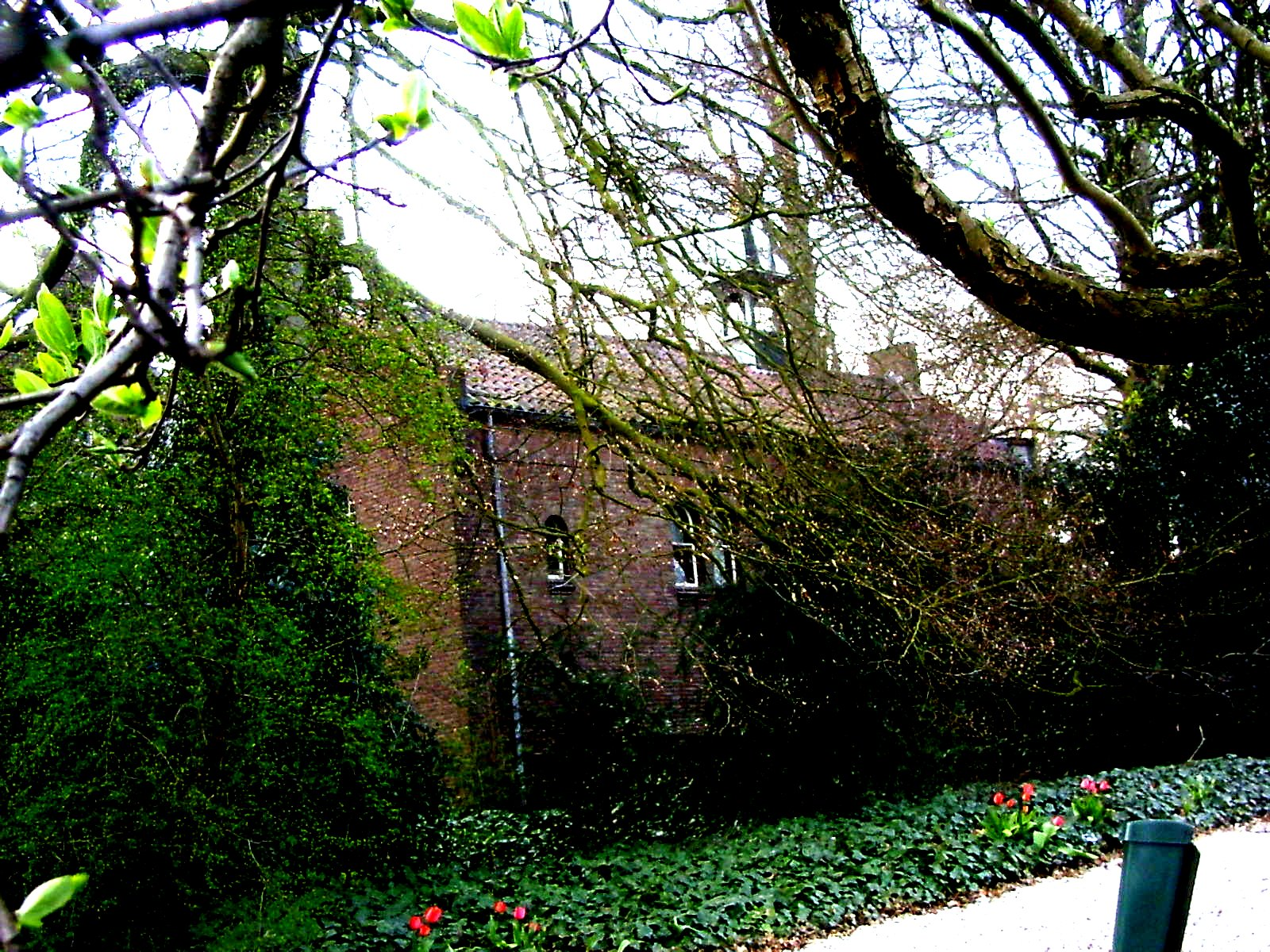
De kerkopnamen zijn gemaakt in de kloosterkapel in Renkum

Knielen op een bed violen is een film van Ben Sombogaart uit 2016 naar de gelijknamige roman van Jan Siebelink.

## Inhoud
Hans Sievez (Barry Atsma), van beroep bloemenkweker, wordt benaderd door Jozef Mieras (Marcel Hensema) van een streng protestantse sekte. Na bestudering van boeken van de sekte meent hij dat in de kerk waar hij tot dan toe komt, God te mild wordt voorgesteld, en dat God veel strenger is. In plaats van naar de kerk te gaan heeft hij nu sektebijeenkomsten bij hem thuis.
Op een dag heeft hij een bijzondere ervaring (met een zwerm vogels en een lichtbundel, waarbij hij zo overweldigd wordt dat hij op de grond valt), die door hem en de sekte wordt geïnterpreteerd als een teken van God dat hij is uitverkoren, waarop hij officieel lid wordt van de sekte.
Een zware storm vernielt zijn bedrijf, waarop hij zijn vrouw Margje (Noortje Herlaar) moet opbiechten dat hij de glasverzekering eerder zonder haar daarin te kennen heeft opgezegd, omdat God zo'n verzekering zou beschouwen als een poging Zijn wil te doorkruisen.
Margje heeft zelf een minder streng protestants geloof, en haar relatie met Hans heeft veel onder een en ander te lijden, overeenkomstig de leer van de sekte dat het eeuwige leven van de ziel belangrijker is dan aardse zaken zoals het huwelijk. Ze vertrekt met hun jongste zoon Tom (later gespeeld door Nils Verkooijen), maar komt weer terug nadat Hans heeft beloofd de sekteleden niet meer in huis te laten.
Hans wordt terminaal ziek, en vraagt zijn oudste zoon Ruben (Willem Voogd), buiten medeweten van Margje, de sekte toch nog een keer uit te nodigen, om zijn ziel op het sterven voor te bereiden. Dit gebeurt, wat moeilijk is voor het gezin, want hierdoor mogen ze niet bij de laatste momenten van Hans' leven aanwezig zijn.

## Cast
| Acteur              | Personage              |
| ------------------- | ---------------------- |
| Barry Atsma         | Hans Sievez            |
| Gaite Jansen        | Johanna, schoondochter |
| Noortje Herlaar     | Margje Sievez          |
| Manou Kersting      | Jos Maters             |
| Marcel Hensema      | Jozef Mieras           |
| Nils Verkooijen     | Tom Sievez             |
| Karlijn Sileghem    | Els Maters             |
| Peter Bolhuis       | Wieland                |
| Willem Voogd        | Ruben Sievez           |
| Reinier Bulder      | Dr. Sikkel             |
| Teun Stokkel        | Hans (12 jaar)         |
| Bert Luppes         | Steffen                |
| Mike Reus           | Vader van Hans         |
| Ad Knippels         | Ds. Laarman            |
| Tom Magnus          | Puinopruimer / Vader   |
| Bert Hana           |                        |
| Hugo Koolschijn     | Voorganger             |
| Pieter Loef         | Zwartjas               |
| Katrien van Beurden | Zuster                 |
| Ruben de Goede      |                        |
| Bart Reuten         | Ruben (11 jaar)        |
| Sijtze van der Meer | Zwartjas               |
| Johan Hobo          | Man bij Vierschaar     |
| Myrthe Boersma      | Dienstertje            |
| Raoul van Kammen    | Kolendrager            |
| Annemarie Feltmann  | Vrouw bij Vierschaar   |
| Irma Nijenhuis      | Mw. Wieland            |
| Finn Schuitema      | Tommie (8 jaar)        |

## Trivia
- Paul Verhoeven zou oorspronkelijk de film regisseren, maar verliet de productie na een geschil met de producenten over het budget.[1] Volgens Regisseur Ben Sombogaart, die het project van Verhoeven overnam, was er nog een andere reden: ‘Paul kreeg een hekel aan de hoofdpersoon'.[2]